# Falernum
|  | No s'ha de confondre amb Falern. |

El falernum és un xarop típic de la regió Carib fet amb de gingebre, llima i ametlles, i de vegades vainilla. També se li pot afegir clavell d'espècia o pebre de Jamaica. Tot i que es pot servir sol, és comú barrejar-lo en còctels tropicals. Es pot considerar com una versió més especiada del xarop d'orxata.
Pot portar alcohol o no. Les versions amb alcohol (≅15º) generalment són afegint rom i és típic fer-lo servir com a ingredient per a còctels tropicals o en begudes de bars tiki. També es pren on the rocks (se serveix amb cubs de gel).
Depenent del contingut de sucre, la consistència sol ser espessa, de manera que, de vegades es denomina «falernum vellutat» a causa de la sensació que deixa en la llengua. Les marques varien i el color pot ser blanc a ambre clar, i pot ser transparent o translúcid.

## Història
L'origen del falernum es remunta al segle xviii a Barbados, on es feia com a ponx.
L'etimologia del seu nom és un misteri. Segons la Grossman's Guide, el falernum va ser inventat a Barbados fa dos-cents anys i va rebre el nom del vi falern, molt apreciat pels antics romans. Una etimologia popular diu que prové de l'anglès crioll you have fuh learn um (hauries d'aprendre).

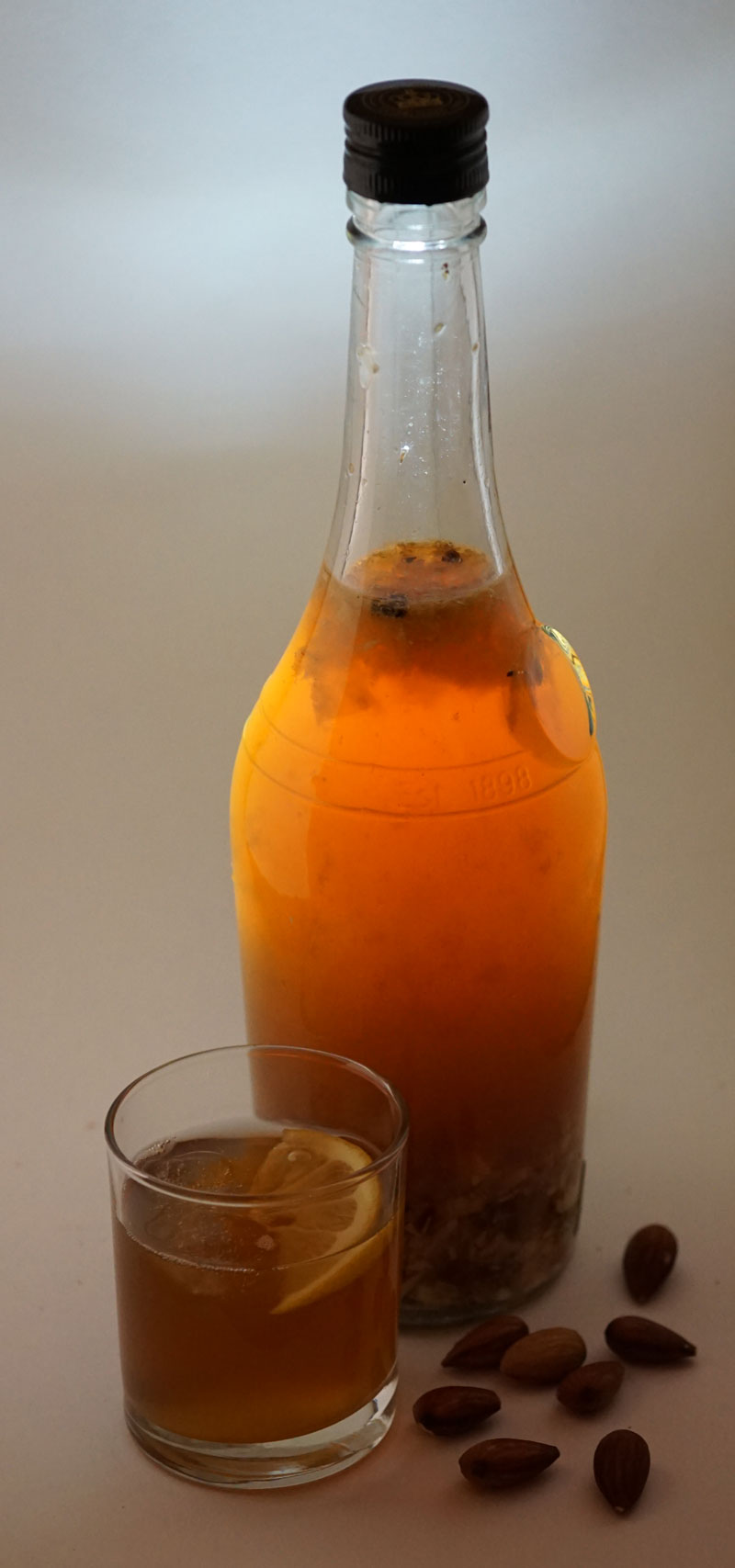
Falernum amb ametlles com amargant
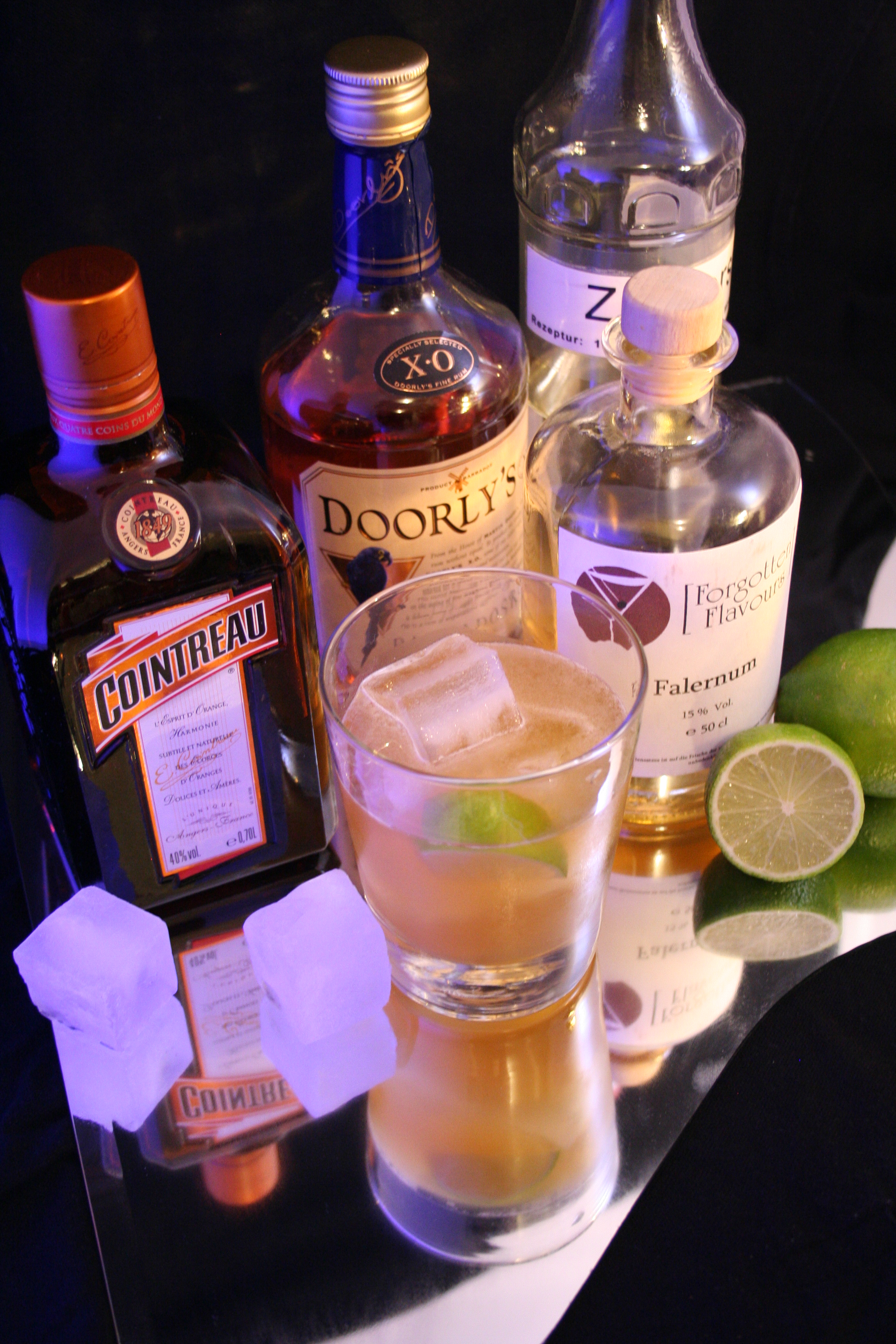
Còctel Royal Bermuda Yachtclub (Cointreau, rom, falernum i suc llima)
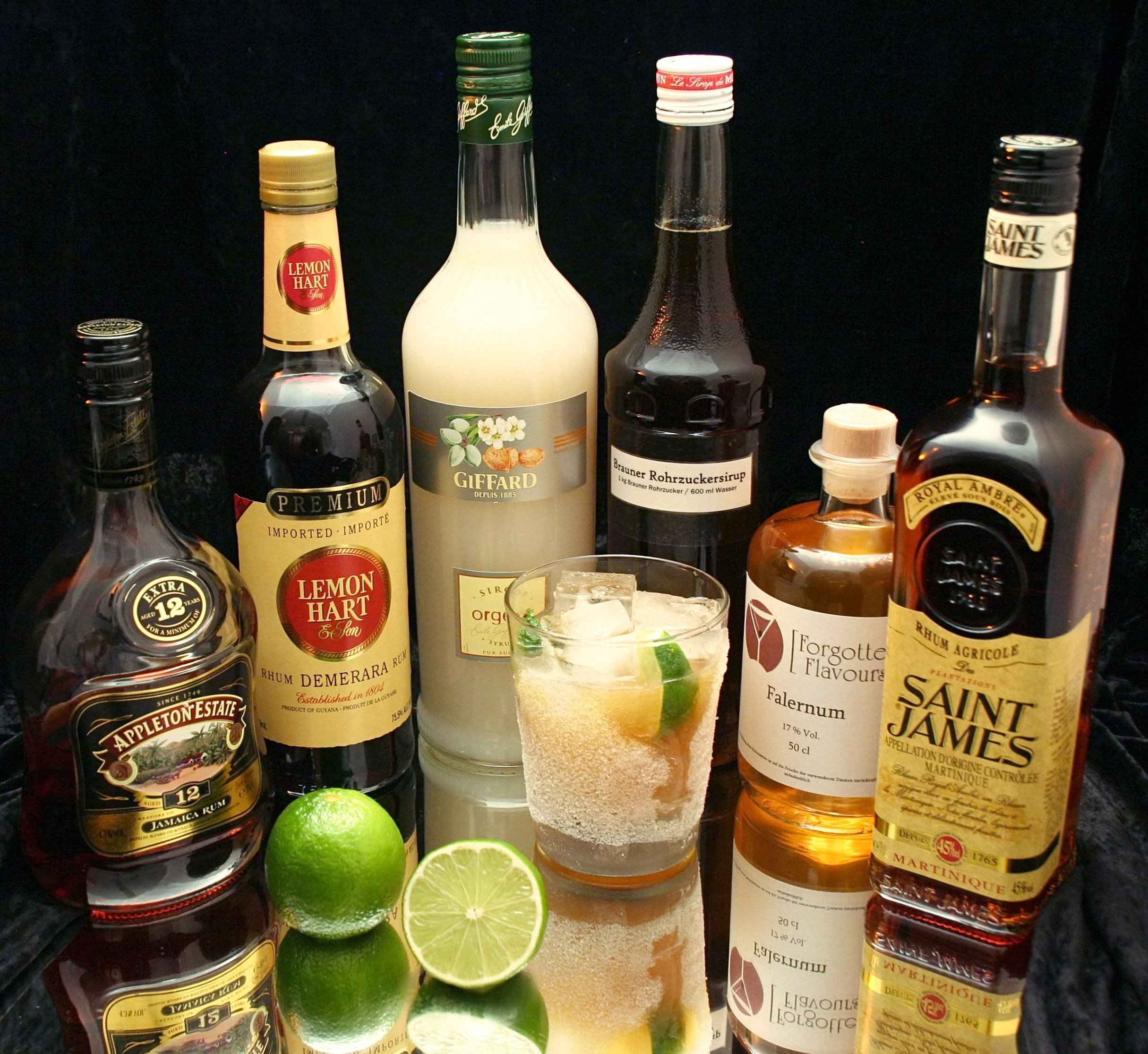
Còctel Mai Tai (Rom de Jamaica, rom Demerara, rom agrícola, xarop d'orxata, falernum i suc de llima)

Existeix cert desacord sobre si les primeres versions haurien inclòs el remull d'ametlles. Les mateixes referències també afirmen que les versions anteriors contenien amargants com el donzell. La inclusió dels amargants històricament sembla ser corroborada per un article de 1982 que apareix a The New York Times. A la revista literària All the Year Round, propietat de Charles Dickens Jr. en aquell moment, un autor anònim va escriure sobre el falernum el 1892, descrivint-ho com «un curiós licor compost de rom i suc de llima».
La primera referència coneguda en els manuals de bars sembla ser de la dècada del 1930. Un productor afirma que la seva recepta data de 1890, guanyant premis ja en 1923.

## Cócteles amb falernum
Alguns còctels que inclouen falernum són:
- Better and Better[7]
- Captain's Blood Cocktail
- Corn 'n Oil (de Barbados)[8]
- Frosty Dawn
- Key Cocktail
- Mai Tai[9]
- Port Antonio
- Puka Punch[10]
- Royal Bermuda Cocktail (del Royal Bermuda Yacht Club)
- Variants de Rum Collins
- Rum Swizzle (de Bermudes)
- White Lion
- Zombie (versió de Don the Beachcomber)
- Trader Sam's Uh-Oa!